# Річиця (притока Солокії)
Рі́чиця (Жечиця) — річка в Україні та Польщі. Ліва притока річки Солокії (басейн Балтійського моря).

## Опис
Довжина 37 км (в межах України — 10 км), площа басейну 197 км² (в межах України — 23 км²). Річка типово рівнинна. Долина здебільшого широка (крім верхів'їв), поросла лучною рослинністю. Річище слабозвивисте, на значній протяжності випрямлене і каналізоване.

## Розташування
Річиця бере початок на захід від села Верещиці (Польща). Тече вздовж південних схилів Сокальського пагористого пасма переважно на схід, у пониззі — на південний схід. Впадає до Солокії на схід від міста Белза.
Основна притоки: Шишла (права).
Над річкою розташоване місто Белз.

## Цікаві факти
Місцеві мешканці зазвичай не згадують річку офіційною назвою, в народі вона відома, як Свинорія або Жечиця